# Ragnar Sohlman

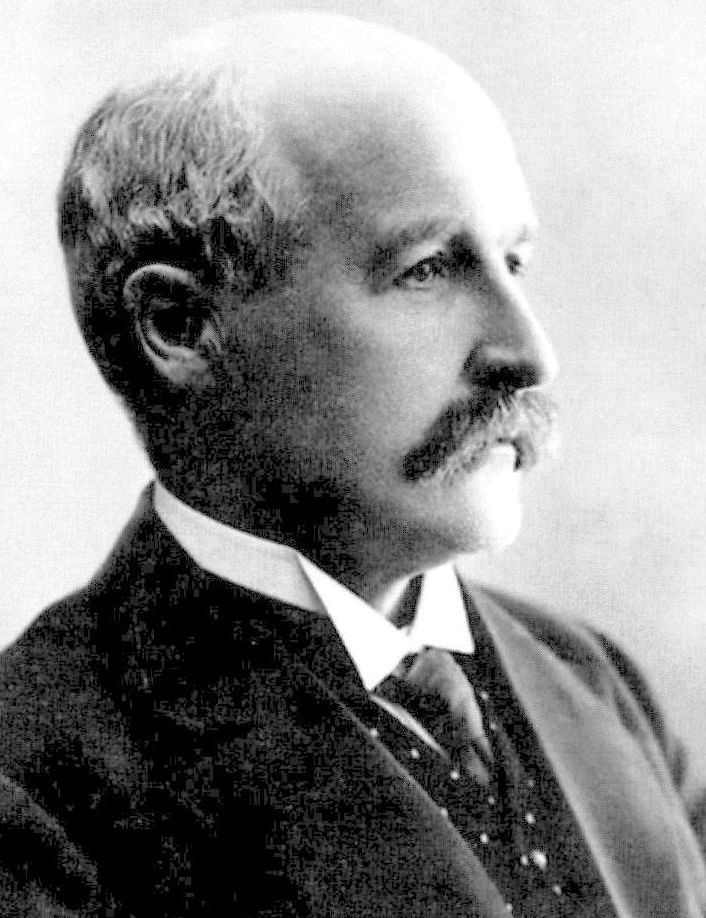
Ragnar Sohlman (vor 1948)

Ragnar Sohlman (* 26. Februar 1870 in Stockholm; † 9. Juli 1948 in Solna, Schweden) war ein schwedischer Chemieingenieur, Mitarbeiter des öffentlichen Dienstes sowie Gründer der Nobelstiftung.

## Leben
Sohlman war Sohn des bekannten Journalisten August Sohlman und seiner Frau Hulda Maria Sandeberg. Im Jahr 1887 schrieb er sich an der Königlich Technischen Hochschule Stockholm ein, wo er 1890 seinen Abschluss als Chemieingenieur ablegte. 1893 wurde Sohlman Assistent von Alfred Nobel.

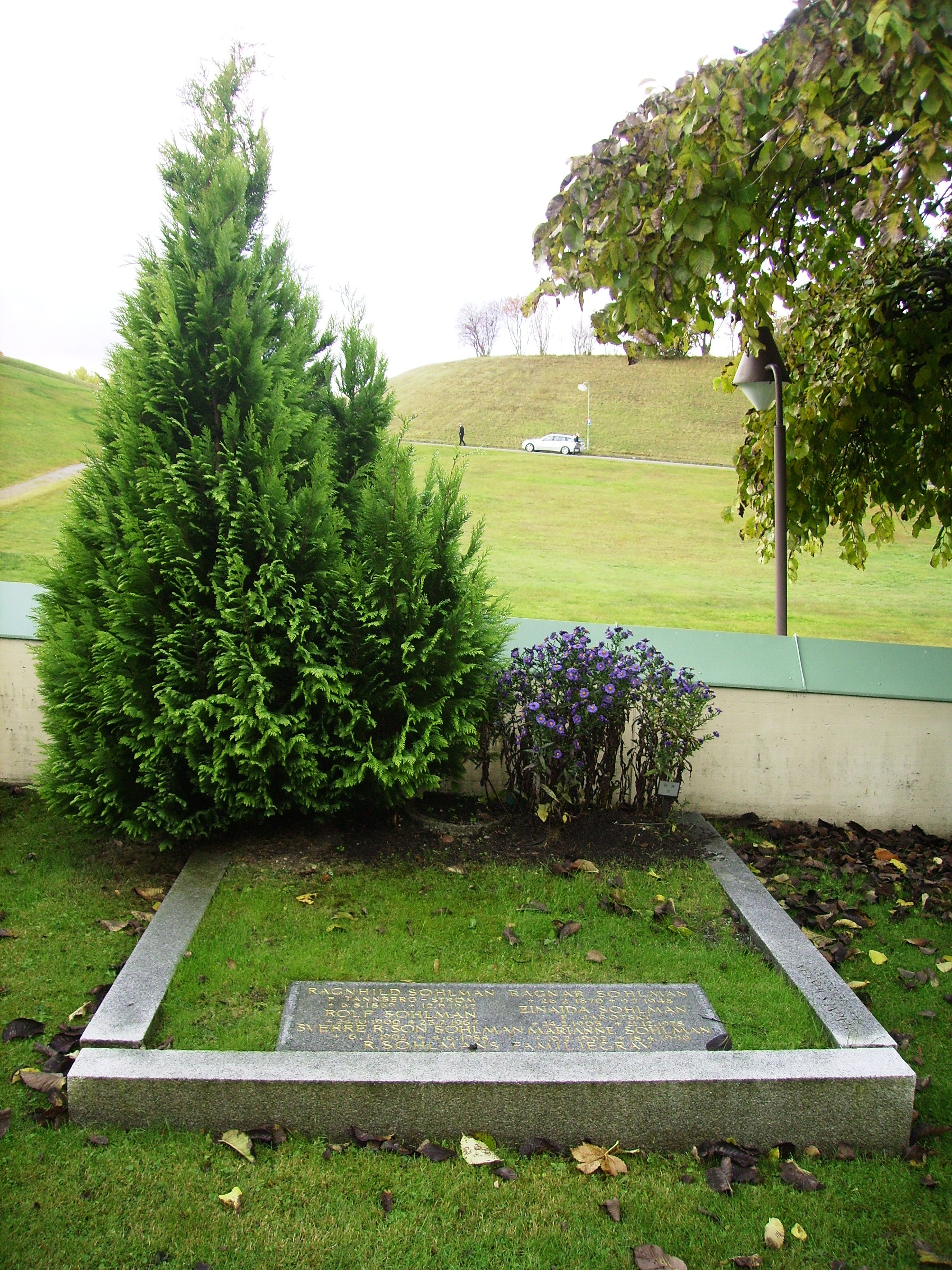
Grab von Ragnar Sohlman in Skogskyrkogården in Stockholm

Nobel bedachte in seinem Testament vom 27. November 1895 Sohlman mit 100.000 schwedischen Kronen und machte ihn zusammen mit Rudolf Liljequist zum Testamentsvollstrecker. Er nahm hierbei an, dass Sohlman hierfür die meiste Zeit aufwenden würde. Nobel starb am 10. Dezember 1896.
Die Summe von 100.000 Kronen war damals ein sehr hoher Betrag und machte Sohlman zu einem reichen Mann. Der Geldbetrag kann mit dem Preis des ersten Nobelpreises 1901, 150.782 Kronen, verglichen werden.
Er gründete die Nobelstiftung mit und verwandte die Jahre 1896 bis 1901 mit den Vorbereitungen für die Vergabe des Nobelpreises. Sohlman war ein Mitglied des Zwischenausschusses der Nobelstiftung.
Sohlman machte auch eine Karriere als Ingenieur und Betriebsleiter in Nobel-verwandten Gesellschaften wie Bofors. Er war auch der Generaldirektor des schwedischen Nationalen Ausschusses des Handels von 1935 bis 1936.
Er war der verantwortliche Direktor der Nobelstiftung zwischen 1929 und 1946.